# Jujols
Jujols en idioma francés y oficialmente, Jújols en catalán, es una localidad  y comuna francesa, situada en el departamento de Pirineos Orientales en la región de Languedoc-Rosellón y comarca histórica del Conflent.
A sus habitantes se les conoce por el gentilicio de jujoliens en francés o jujolats en catalán.

## Geografía

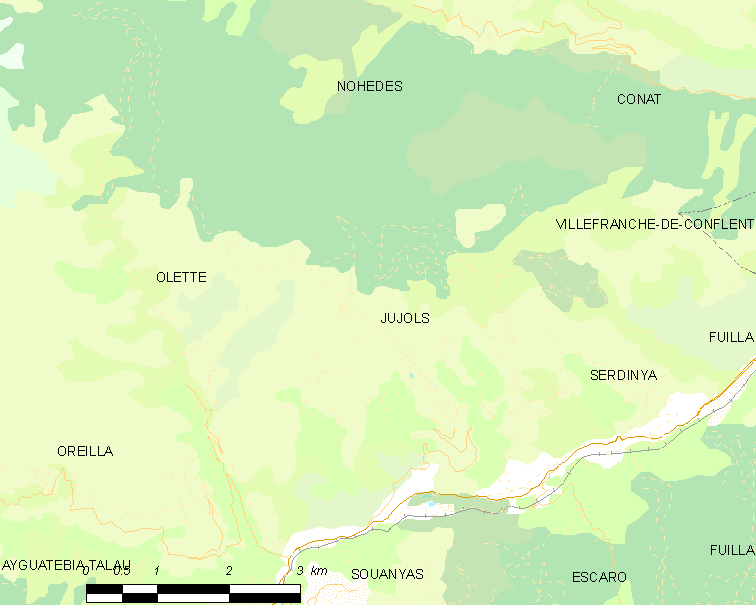
Situación de Jujols

## Gobierno y política

### Alcaldes
| Alcalde              | Período         |
| -------------------- | --------------- |
|                      |                 |
| Jean-Antoine Jaulent | ?-junio de 1815 |
| Louis Broch          | Junio 1815-?    |
|                      |                 |
| Jean Jaulent         | 1955-1977       |
| Jean Battle          | 1977-1979       |
| Yvon Robert          | 1979-1987       |
| Olivier Robert       | 1987-1989       |
| Yvon Robert          | 1989-1995       |
| Josiane Isnard       | 1995 - 2001     |
| Jean-Louis Arcis     | 2001 - 2008     |
| Eric Nivet           | 2008-           |

## Demografía
| 15 | 18 | 11 | 36 | 37 | 43 |
| Para los censos de 1962 a 1999 la población legal corresponde a la población sin duplicidades (Fuente: INSEE [Consultar]) |    |    |    |    |    |

## Lugares de interés
- Capilla románica, en la entrada a la localidad, datada del siglo XI.